# Provost (Alberta)
Provost is een plaats (town) in de Canadese provincie Alberta en telt 2072 inwoners (2006).